# Campeonato Mundial de Futebol Sub-17 de 2003
O Campeonato Mundial de Futebol Sub-17 de 2003 foi disputado na Finlândia entre 13 a 30 de agosto de 2003. Esta foi a 10ª edição da competição, e a terceira vez ganha pelo Brasil, após derrotar a Espanha na final por 1–0.

## Seleções qualificadas
As 16 seleções a seguir se classificaram para o Mundial Sub-17 de 2003. A Finlândia classificou-se por ser o país-sede.
| Confederação                                   | Torneio de qualificação                 | Qualificados                     |
| ---------------------------------------------- | --------------------------------------- | -------------------------------- |
| AFC (Asia)                                     | Campeonato Asiático Sub-17 de 2002      | Coreia do Sul Iêmen China        |
| CAF (Africa)                                   | Campeonato Africano Sub-17 de 2003      | Camarões Serra Leoa Nigéria      |
| CONCACAF (Américas do Norte, Central e Caribe) | Campeonato Sub-17 da CONCACAF de 2003   | Estados Unidos Costa Rica México |
| CONMEBOL (América do Sul)                      | Campeonato Sul-Americano Sub-17 de 2003 | Argentina Brasil Colômbia        |
| OFC (Oceania)                                  | Campeonato Sub-17 da OFC de 2003        | Austrália                        |
| UEFA (Europa)                                  | Campeonato Europeu Sub-17 de 2003       | Portugal Espanha                 |
| País Anfitrião                                 | País Anfitrião                          | Finlândia                        |

## Árbitros
Esta é a lista de árbitros que atuaram na Copa do Mundo Sub-17 de 2003:
| Árbitros                                 | Assistentes                                               |
| AFC                                      | AFC                                                       |
| ---------------------------------------- | --------------------------------------------------------- |
| KSA Khalil Al Ghamdi UZB Ravshan Irmatov | MAS Mohamad Yacob BAN Mahabubur Rahman UAE Eisa Ghuloum • |
| CAF                                      |                                                           |
| RSA Jerome Damon                         | RSA Enock Molefe RSA Siphiwo Jibiliza                     |
| SEY Eddy Maillet                         | SEY Jan Damoo SEY Ronny Mellon                            |
| CONCACAF                                 |                                                           |
| TRI Richard Piper                        | JAM Anthony Garwood BAH Paul Messam                       |
| MEX Marco Rodríguez                      | CRC Edgar Mora HON Carlos Pastrana                        |
| OFC                                      |                                                           |
| FIJ Leone Rakaroi                        | VAN Gray Vuke TAH Daniel Tauaroa                          |

| Árbitros                                                                                          | Assistentes                                                            |
| CONMEBOL                                                                                          | CONMEBOL                                                               |
| ------------------------------------------------------------------------------------------------- | ---------------------------------------------------------------------- |
| BRA Héber Lopes                                                                                   | BRA Ednílson Corona BRA Alessandro Rocha                               |
| ARG Gabriel Brazenas                                                                              | ARG Sergio Cagni BOL Jorge Calderón                                    |
| UEFA                                                                                              |                                                                        |
| SWE Martin Hansson NED Eric Braamhaar FIN Tony Asumaa • FIN Petteri Kari • FIN Jari Maisonlahti • | SWE Henrik Andren SWE Stefan Wittberg NED Arie Brink SCO Martin Cryans |

• Árbitro reserva

## Primeira fase

### Grupo A
| Seleção   | P | J | V | E | D | GP | GC | SG |
| --------- | - | - | - | - | - | -- | -- | -- |
| Colômbia  | 7 | 3 | 2 | 1 | 0 | 11 | 2  | +9 |
| México    | 5 | 3 | 1 | 2 | 0 | 5  | 3  | +2 |
| Finlândia | 3 | 3 | 1 | 0 | 2 | 3  | 12 | –9 |
| China     | 1 | 3 | 0 | 1 | 2 | 5  | 7  | –2 |

| 13 de Agosto | Finlândia                 | 2 – 1     | China    | Estádio Finnair, Helsinque              |
| 17:30        | Parikka 6' · Petrescu 64' | Relatório | Jiang 4' | Público: 8 344 Árbitro: BRA Héber Lopes |

| 13 de Agosto | México | 0 – 0     | Colômbia | Estádio Finnair, Helsinque                 |
| 20:00        |        | Relatório |          | Público: 3 500 Árbitro: SWE Martin Hansson |

| 16 de Agosto | China    | 1 – 2     | Colômbia                         | Estádio Finnair, Helsinque                |
| 15:00        | Wang 67' | Relatório | Guarin 73' (pen) · Hernandez 80' | Público: 4 100 Árbitro: TRI Richard Piper |

| 16 de Agosto | Finlândia | 0 – 2     | México                 | Estádio Finnair, Helsinque                  |
| 17:30        |           | Relatório | Ceja 39' · Herrera 51' | Público: 10 176 Árbitro: NED Eric Braamhaar |

| 19 de Agosto | China                    | 3 – 3     | México                                 | Estádio Finnair, Helsinque               |
| 17:30        | Wang 35' · Jiang 61' 81' | Relatório | Flores 51' · Mariaca 73' · Murguia 78' | Público: 4 500 Árbitro: RSA Jerome Damon |

| 19 de Agosto | Colômbia                                                                   | 9 – 1     | Finlândia    | Estádio Finnair, Helsinque                    |
| 20:00        | Hidalgo 16' 32' (pen) 50' 61' · Ramos 36' 68' 71' · Guarin 63' · Núñez 74' | Relatório | Petrescu 41' | Público: 10 200 Árbitro: ARG Gabriel Brazenas |

### Grupo B
| Seleção    | P | J | V | E | D | GP | GC | SG |
| ---------- | - | - | - | - | - | -- | -- | -- |
| Argentina  | 9 | 3 | 3 | 0 | 0 | 5  | 0  | +5 |
| Costa Rica | 4 | 3 | 1 | 1 | 1 | 3  | 3  | 0  |
| Nigéria    | 4 | 3 | 1 | 1 | 1 | 3  | 3  | 0  |
| Austrália  | 0 | 3 | 0 | 0 | 3 | 1  | 6  | –5 |

- Costa Rica e Nigéria empataram em todos os critérios e um sorteio definiu quem se classificaria às quartas, e a sorteada foi a Costa Rica.

| 13 de Agosto | Argentina              | 2 – 0     | Austrália | Veritas Stadion, Turku                     |
| 17:30        | Garay 6' · Colzera 69' | Relatório |           | Público: 4 124 Árbitro: NED Eric Braamhaar |

| 13 de Agosto | Costa Rica | 1 – 1     | Nigéria | Veritas Stadion, Turku                    |
| 20:00        | Arias 83'  | Relatório | Bala 9' | Público: 4 292 Árbitro: FIJ Leone Rakaroi |

| 16 de Agosto | Austrália  | 1 – 2     | Nigéria              | Veritas Stadion, Turku                  |
| 15:00        | Giraldi 2' | Relatório | Mikel 73' · Bala 84' | Público: 5 502 Árbitro: BRA Héber Lopes |

| 16 de Agosto | Argentina       | 2 – 0     | Costa Rica | Veritas Stadion, Turku                   |
| 17:30        | Peirone 84' 90' | Relatório |            | Público: 5 462 Árbitro: RSA Jerome Damon |

| 19 de Agosto | Nigéria | 0 – 1     | Argentina   | Veritas Stadion, Turku                     |
| 17:30        |         | Relatório | Faurlin 59' | Público: 6 104 Árbitro: SWE Martin Hansson |

| 19 de Agosto | Austrália | 0 – 2     | Costa Rica                              | Veritas Stadion, Turku                       |
| 20:00        |           | Relatório | Pablo Rodriguez 62' (pen) · Salazar 75' | Público: 5 424 Árbitro: KSA Khalil Al Ghamdi |

### Grupo C
| Seleção  | P | J | V | E | D | GP | GC | SG |
| -------- | - | - | - | - | - | -- | -- | -- |
| Brasil   | 7 | 3 | 2 | 1 | 0 | 9  | 1  | +8 |
| Portugal | 4 | 3 | 1 | 1 | 1 | 9  | 13 | –4 |
| Camarões | 3 | 3 | 0 | 3 | 0 | 7  | 7  | 0  |
| Iêmen    | 1 | 3 | 0 | 1 | 2 | 4  | 8  | –4 |

| 14 de Agosto | Iêmen                                                   | 3 – 4     | Portugal                                                                        | Estádio Ratina, Tampere                     |
| 17:30        | Al Badani 31' · Sharyan 45+2' · Marcio Sousa 77' (g.c.) | Relatório | Marcio Sousa 56' · Manuel Curto 68' · Manuel Fernandes 80' · Al Safi 82' (g.c.) | Público: 6 400 Árbitro: UZB Ravshan Irmatov |

| 14 de Agosto | Camarões         | 1 – 1     | Brasil    | Estádio Ratina, Tampere                     |
| 20:00        | Joseph Mawaye 5' | Relatório | Abuda 38' | Público: 8 250 Árbitro: MEX Marco Rodríguez |

| 17 de Agosto | Portugal | 0 – 5     | Brasil                                                             | Estádio Ratina, Tampere                       |
| 15:00        |          | Relatório | Leo 20' · Abuda 52' · Ederson 68' (pen) · Evandro 77' · Thyago 86' | Público: 10 190 Árbitro: ARG Gabriel Brazenas |

| 17 de Agosto | Iêmen       | 1 – 1     | Camarões   | Estádio Ratina, Tampere                  |
| 17:30        | Juaim 90+2' | Relatório | Mawaye 74' | Público: 6 855 Árbitro: SEY Eddy Maillet |

| 20 de Agosto | Brasil                       | 3 – 0     | Iêmen | Estádio Ratina, Tampere                     |
| 17:30        | Evandro 28' 32' · Arouca 86' | Relatório |       | Público: 5 896 Árbitro: MEX Marco Rodríguez |

| 20 de Agosto | Portugal                                               | 5 – 5     | Camarões                                                         | Estádio Ratina, Tampere                    |
| 20:00        | Vieira 21' · Manuel Curto 36' 43' 44' · Bruno Gama 52' | Relatório | Tiago Costa 70' (g.c.) · N'Gal 74' 76' · Nguemo 88' · Mbia 90+4' | Público: 4 723 Árbitro: NED Eric Braamhaar |

### Grupo D
| Seleção        | P | J | V | E | D | GP | GC | SG |
| -------------- | - | - | - | - | - | -- | -- | -- |
| Espanha        | 7 | 3 | 2 | 1 | 0 | 8  | 5  | +3 |
| Estados Unidos | 6 | 3 | 2 | 0 | 1 | 8  | 4  | +4 |
| Coreia do Sul  | 3 | 3 | 1 | 0 | 2 | 6  | 11 | –5 |
| Serra Leoa     | 1 | 3 | 0 | 1 | 2 | 6  | 8  | –2 |

| 14 de Agosto | Coreia do Sul    | 1 – 6     | Estados Unidos                                                 | Lahden Stadion, Lahti                    |
| 17:30        | Owens 11' (g.c.) | Relatório | Adu 16' 89' 90+2' (pen) · Owens 26' · Watson 54' · Curfman 75' | Público: 3 240 Árbitro: SEY Eddy Maillet |

| 14 de Agosto | Espanha                                 | 3 – 3     | Serra Leoa                      | Lahden Stadion, Lahti                        |
| 20:00        | David 8' · Sisi 15' · Xisco Nadal 90+6' | Relatório | Barlay 34' 73' · Ruz 36' (g.c.) | Público: 3 150 Árbitro: KSA Khalil Al Ghamdi |

| 17 de Agosto | Estados Unidos                         | 2 – 1     | Serra Leoa | Lahden Stadion, Lahti                       |
| 15:00        | Guillermo Gonzalez 45' (pen) · Adu 89' | Relatório | Sesay 32'  | Público: 4 950 Árbitro: UZB Ravshan Irmatov |

| 17 de Agosto | Coreia do Sul                           | 2 – 3     | Espanha                 | Lahden Stadion, Lahti                       |
| 17:30        | Yang Dong-Hyen 45' · Sánchez 59' (g.c.) | Relatório | David Silva 65' 73' 76' | Público: 3 470 Árbitro: MEX Marco Rodríguez |

| 20 de Agosto | Serra Leoa      | 2 – 3     | Coreia do Sul                                            | Lahden Stadion, Lahti                     |
| 17:30        | Metzger 36' 51' | Relatório | Han Dong-Won 28' · Yang Dong-Hyen 74' · Lee Yong-Rae 78' | Público: 2 475 Árbitro: FIJ Leone Rakaroi |

| 20 de Agosto | Estados Unidos | 0 – 2     | Espanha                        | Lahden Stadion, Lahti                   |
| 20:00        |                | Relatório | Jurado 11' · Cesc Fabregas 70' | Público: 3 825 Árbitro: BRA Héber Lopes |

## Fases finais
|  | Quartas de final         | Quartas de final         |                          |                 | Semifinais     | Semifinais     |  |  | Final                    | Final |
|  |                          |                          |                          |                 |                |                |  |  |                          |       |
|  | 23 de Agosto – Helsinque |                          |                          |                 |                |                |  |  |                          |       |
|  |                          |                          |                          |                 |                |                |  |  |                          |       |
|  | Colômbia                 | 2                        |                          |                 |                |                |  |  |                          |       |
|  | Colômbia                 | 2                        | 27 de Agosto – Tampere   |                 |                |                |  |  |                          |       |
|  | Costa Rica               | 0                        |                          |                 |                |                |  |  |                          |       |
|  | Costa Rica               | 0                        | Colômbia                 | 0               |                |                |  |  |                          |       |
|  | 24 de Agosto – Turku     |                          | Colômbia                 | 0               |                |                |  |  |                          |       |
|  |                          | Brasil                   | 2                        |                 |                |                |  |  |                          |       |
|  | Brasil                   | Brasil                   | 2                        | 3               |                |                |  |  |                          |       |
|  | Brasil                   |                          | 30 de Agosto – Helsinque | 3               |                |                |  |  |                          |       |
|  | Estados Unidos           | 0                        |                          |                 |                |                |  |  |                          |       |
|  | Estados Unidos           | 0                        | Brasil                   | 1               |                |                |  |  |                          |       |
|  | 23 de Agosto – Lahti     |                          | Brasil                   | 1               |                |                |  |  |                          |       |
|  |                          | Espanha                  | 0                        |                 |                |                |  |  |                          |       |
|  | Argentina                | Espanha                  | 0                        | 2               |                |                |  |  |                          |       |
|  | Argentina                | 27 de Agosto – Helsinque |                          | 2               |                |                |  |  |                          |       |
|  | México                   | 0                        |                          |                 |                |                |  |  |                          |       |
|  | México                   | 0                        | Argentina                | 2               | Terceiro lugar | Terceiro lugar |  |  |                          |       |
|  | 24 de Agosto – Tampere   |                          | Argentina                | 2               | Terceiro lugar | Terceiro lugar |  |  |                          |       |
|  |                          | Espanha (pro)            | 3                        |                 |                |                |  |  |                          |       |
|  | Espanha                  | Espanha (pro)            | 3                        | 5               | Colômbia       | 1 (4)          |  |  |                          |       |
|  | Espanha                  |                          |                          | 5               | Colômbia       | 1 (4)          |  |  |                          |       |
|  | Portugal                 | 2                        |                          | Argentina (pen) | 1 (5)          |                |  |  |                          |       |
|  | Portugal                 | 2                        |                          |                 | 1 (5)          |                |  |  |                          |       |
|  |                          |                          |                          |                 |                |                |  |  | 30 de Agosto – Helsinque |       |
|  |                          |                          |                          |                 |                |                |  |  |                          |       |

### Quartas-de-final
| 23 de Agosto | Colômbia         | 2 – 0     | Costa Rica | Estádio Finnair, Helsinque               |
| 14:00        | Otalvaro 25' 43' | Relatório |            | Público: 2 340 Árbitro: SEY Eddy Maillet |

| 23 de Agosto | Argentina                 | 2 – 0     | México | Lahden Stadion, Lahti                      |
| 18:00        | Cardozo 34' · Peirone 45' | Relatório |        | Público: 5 030 Árbitro: NED Eric Braamhaar |

| 24 de Agosto | Brasil                                   | 3 – 0     | Estados Unidos | Veritas Stadion, Turku                     |
| 14:00        | Leonardo 18' · Ederson 61' · Evandro 64' | Relatório |                | Público: 6 150 Árbitro: SWE Martin Hansson |

| 24 de Agosto | Espanha                                                                    | 5 – 2     | Portugal                     | Estádio Ratina, Tampere                      |
| 18:00        | Sánchez 28' · Cesc Fabregas 42' 78' · Xisco Nadal 50' · Jurado 90+4' (pen) | Relatório | Manuel Curto 3' · Vieira 87' | Público: 5 387 Árbitro: ARG Gabriel Brazenas |

### Semi-finais
| 27 de Agosto | Colômbia | 0 – 2     | Brasil        | Estádio Ratina, Tampere                     |
| 17:00        |          | Relatório | Abuda 16' 72' | Público: 7 675 Árbitro: MEX Marco Rodríguez |

| 27 de Agosto | Argentina              | 2 – 3 (pro) | Espanha                             | Estádio Finnair, Helsinque                 |
| 20:00        | Biglia 11' · Garay 31' | Relatório   | Cesc Fabregas 48' 119' · Jurado 53' | Público: 5 030 Árbitro: SWE Martin Hansson |

### Decisão do terceiro lugar
| 30 de Agosto | Colômbia          | 1 – 1 (pro) | Argentina | Estádio Finnair, Helsinque               |
| 13:00        | Hidalgo 53' (pen) | Relatório   | Lagos 4'  | Público: 6 400 Árbitro: SEY Eddy Maillet |

|                                            |       | Penalidades                                |  |
| Núñez Movil Otalvaro Hidalgo Guarin Vargas | 4 – 5 | Garay Colzera Diaz Formica Hassell Faurlin |  |

### Final
| 30 de Agosto | Brasil      | 1 – 0     | Espanha | Estádio Finnair, Helsinque                  |
| 16:00        | Leonardo 7' | Relatório |         | Público: 10 452 Árbitro: NED Eric Braamhaar |

| Brasil | Espanha |

## Premiação
| Campeonato Mundial de Futebol Sub-17 2003 |
| Brasil                                    |
| ----------------------------------------- |
| BRASIL Campeão (3º título)                |

| Chuteira de Ouro      | Chuteira de Prata  | Chuteira de Bronze |
| --------------------- | ------------------ | ------------------ |
| ESP Cesc Fàbregas     | COL Carlos Hidalgo | POR Manuel Curto   |
| Bola de Ouro          | Bola de Prata      | Bola de Bronze     |
| ESP Cesc Fàbregas     | BRA Evandro        | ESP David Silva    |
| Troféu FIFA Fair Play |                    |                    |
| Costa Rica            |                    |                    |

Fonte:

## Melhores marcadores
| 5 golos - Carlos Hidalgo - Manuel Curto - Cesc Fabregas 4 golos - Abuda - Evandro - Freddy Adu 3 golos - Hernan Peirone - Jiang Chen - Adrián Ramos - Jurado - Silva 2 golos - Ezequiel Garay - Ederson - Leonardo - Joseph Mawaye - Serge N'Gal - Wang Yongpo - Freddy Guarín - Harrison Otalvaro - Tomi Petrescu - Ezekiel Bala - Vieira - Samuel Barlay - Obi Metzger - Yang Dong-Hyen - Xisco Nadal | 1 golo - Lucas Biglia - Neri Cardozo - Ariel Colzera - Alejandro Faurlin - Diego Lagos - Dez Giraldi - Arouca - Leo - Thyago - Stéphane Mbia - Joel Nguemo - Sebastian Hernandez - Juan Gilberto Núñez - Yosimar Arias - Pablo Rodriguez - Alonso Salazar - Jarno Parikka - Julio Ceja - Gerardo Flores - Oscar Herrera - Manuel Mariaca - Rafael Murguia - John Mikel - Bruno Gama - Manuel Fernandes - Márcio Sousa - Alimamy Sesay - Han Dong-Won - Lee Yong-Rae - David | 1 golo (cont.) - Sergio Sánchez - Sisi - Steven Curfman - Guillermo Gonzalez - Dwight Owens - Jamie Watson - Yaser Al Badani - Sami Juaim - Abdulelah Sharyan Golos contra - Márcio Sousa (para Iêmen) - Tiago Costa (para Camarões) - Ruz (para Serra Leoa) - Sergio Sánchez (para Coreia do Sul) - Dwight Owens (para Coreia do Sul) - Abdullah Al Safi (para Portugal) |